# Evacuatie
Evacuatie of ontruiming is het wegtrekken of verplaatsen van meestal groepen personen van een gevaarlijke of omstreden plaats naar een veiligere plaats vanwege dreiging of het plaatsvinden van een gevaarlijke gebeurtenis of andere dringende omstandigheid. Evacuatie kan vrijwillig of gedwongen gebeuren. De meeste overheden hebben uitvoerige regels opgesteld aangaande evacuaties. Ook in internationale verdragen, zoals het Verdrag van Genève, staan aanwijzingen voor evacuaties.
Voorbeelden zijn de evacuatie van een gebouw vanwege een bommelding of brand en de evacuatie van een gebied vanwege een calamiteit, overstroming of bombardement of de evacuatie van een stad vanwege een orkaan. In situaties waarbij gevaarlijke materialen een rol spelen of mogelijke besmetting moeten evacués soms ontsmet worden voordat ze uit het gevaarlijke gebied worden gehaald.

## Evacuatiemelding
Een openbare bekendmaking van evacuatie voor de bevolking, bijvoorbeeld voor een dreigende kernramp wordt meestal gegeven door sirenes gevestigd in bijna elke gemeente in België en Nederland. Deze creëren een luide huiltoon eventueel gevolgd door een gesproken mededeling ("Evacuatie, evacuatie!"). 
Een andere soort van evacuatie omvat bijvoorbeeld brand, bommelding of andere (in)directe gevaren binnen een (gesloten) omgeving. In zo'n geval wordt meestal het brandalarm in werking gesteld. Soms worden er ook specifieke evacuatieinstallaties geïnstalleerd (nucleaire bedrijven, voetbalstadions, enz).
Een evacuatiemelding kan ook manueel gebeuren. Door middel van gesproken boodschappen. Dit kan enerzijds rechtstreeks van persoon tot persoon of via een intercomsysteem.

## Redenen voor evacuatie
Evacuaties kunnen plaatsvinden voor, tijdens of na natuurlijke rampen zoals:
- vulkaanuitbarstingen
- cyclonen
- vloedgolven
- aardbevingen

Andere redenen kunnen zijn:
- militaire aanvallen
- industriële ongelukken
- verkeersongevallen
- brand
- bommen
- terroristische aanvallen
- besmettelijke massa-infectie door een gevaarlijk of gemuteerd virus/bacterie (Vb: SARS)

## Maatregelen bij evacuatie
De te nemen maatregelen zijn vastgelegd in een Gecoördineerde Regionale Incidentbestrijdings Procedure (GRIP) en rampen- en calamiteitenplannen.

### Overheid
De overheid kan opdracht aan de bevolking geven tot evacuatie. Wanneer zo'n evacuatie nodig is, dient de burger de aanwijzingen van de overheid op te volgen, die meestal via radio en televisie worden gegeven. 
De Nederlandse overheid geeft in de wet uitgebreide voorschriften en regels met betrekking tot evacuaties en evacués, onder meer in de 
- Arbeidsomstandighedenwet[1]
- Besluit informatie inzake rampen en crises[2]
- Kernenergiewet[3]
- Mijnreglement continentaal plat[4]
- Regeling bereddingskosten evacués[5]
- Regeling aanvullende regels veiligheid wegtunnels[6]
- Regeling eisen theorie-examen rijbewijscategorie D[7]
- Verdrag van Genève voor de verbetering van het lot der gewonden, zieken en schipbreukelingen van de strijdkrachten ter zee, Genève, 12-08-1949[8]

### Rode Kruis
Bij rampen of in oorlogstijd heeft ook het Rode Kruis een belangrijke rol bij evacuaties en het verlenen van snelle en primaire hulp aan evacué(e)s. Bij de evacuatie van Arnhem op 28 september 1944 speelde het Rode Kruis een grote rol. Op 25 juli 2012 hielp het Rode Kruis 150 evacué(e)s op het Kanaleneiland in Utrecht nadat in hun woningen asbest was aangetroffen.

#### Tweede Wereldoorlog
Tijdens de Tweede Wereldoorlog vonden op grote schaal evacuaties plaats in vrijwel alle landen die aan oorlogsgeweld blootstonden.
In Nederland bijvoorbeeld werden in mei 1940 vanwege de nazi-Duitse inval Amersfoort en omgeving, Breda en omgeving, Rhenen en omgeving en Middelburg van overheidswege geëvacueerd. 
De bezetters bepaalden dat vanaf 1942 vrijwel de gehele Nederlandse westelijke kuststrook geëvacueerd moest worden. Delen van kustplaatsen zoals Scheveningen werden vervolgens afgebroken, om de bouw van de Atlantikwall, het stelsel van nazi-Duitse verdedigingswerken tegen een inval vanuit de zee, mogelijk te maken. Ook evacueerden de bezetters regelmatig wijken vanwege de aanleg van militaire vliegvelden of de vestiging van andere bases, zoals bijvoorbeeld de villawijk Trompenberg in Hilversum, waar de Duitse legerleiding in Nederland zich vestigde onder leiding van generaal Friedrich Christiansen.
In 1942 en 1943 zijn delen van Den Haag geëvacueerd vanwege de aanleg van een tankgracht en fortificaties in de strook tussen de tankgracht en de zee. Ook uit de wijk Benoordenhout moesten velen verkassen vanwege de aanleg van fortificaties. Ongeveer 130.000 mensen moesten verhuizen. In de bomen- en bloemenbuurt werden duizenden woningen gesloopt evenals een ziekenhuis en enkele scholen. De stadsdelen Scheveningen, Duindorp, Vogelwijk, Statenkwartier en Belgisch Park werden Sperrgebiet.
In september 1944 werden Arnhem en omgeving op last van de bezetter vanwege de Operation Market Garden geëvacueerd, die vervolgens de kans greep om op grote schaal bezittingen te roven. 
Tijdens de laatste oorlogswinter, in januari 1945, werd de hele bevolking van het nog niet bevrijde deel van Limburg naar Friesland, Groningen en Drenthe geëvacueerd. Het ging hier om meer dan 70.000 mensen uit een gebied op de oostelijke oever van de Maas met de steden Roermond en Venlo.
In mei 1940 bij de Duitse inval  vonden in België op grote schaal evacuaties plaats, vooral uit westelijker gelegen plaatsen. Deze waren soms door de overheid georganiseerd en vonden soms spontaan plaats.
Vanaf 1940 werden Britse kinderen uit vooral Zuid-Engeland, vooral uit Londen, geëvacueerd naar plaatsen buiten het bereik van de Duitse luchtaanvallen die erg hevig werden met de start van de Slag om Engeland in juli 1940, en vooral naar het militair-strategisch onbelangrijke platteland. 
Aan het einde van de oorlog ontstond een evacuatie van miljoenen mensen vanuit voormalige Duitse gebieden in Oost-Pruisen, Polen en Tsjechië. Daarbij vielen vele duizenden doden. Alleen al bij de ondergang van het Duitse schip Wilhelm Gustloff, dat met vluchtelingen op weg was naar Kiel overleefden slechts rond 1000 van de geschatte 8000 opvarenden de grootste zeeramp van de geschiedenis.
Sinds het aflopen van de oorlog worden regelmatig tijdens het bouwseizoen  (delen van) plaatsen in vooral Duitsland geëvacueerd vanwege de vondst van blindgangers.

### Lokale maatregel
Evacuatie kan ook nodig zijn van een gebouw of plaats op gezag van de eigenaar of beheerder. In kleinere gebouwen of plaatsen gebeurt de alarmering via geluidssignalen of gesproken boodschappen. Wanneer deze in werking treden dient men het gebouw of plaats onmiddellijk te verlaten via de dichtstbijzijnde uitgang of nooduitgang. In grotere gebouwen of plaatsen worden alarmmeldingen meestal via de intercom doorgegeven. Ook hierbij geldt dat men zich onmiddellijk naar de afgesproken evacuatieplaats dient te begeven.

## Recente evacuaties
- Evacuatie van het Rivierenland (1995)
- Evacuatie van delen van Louisiana en Texas (2005)
- Evacuatie van delen van Cuba en Louisiana (2008)
- Evacuatie van Beichuan (2008)